# Hełm M1

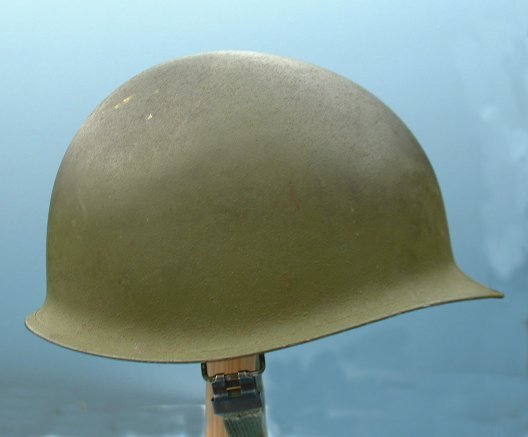
Hełm M1 z okresu wojny wietnamskiej

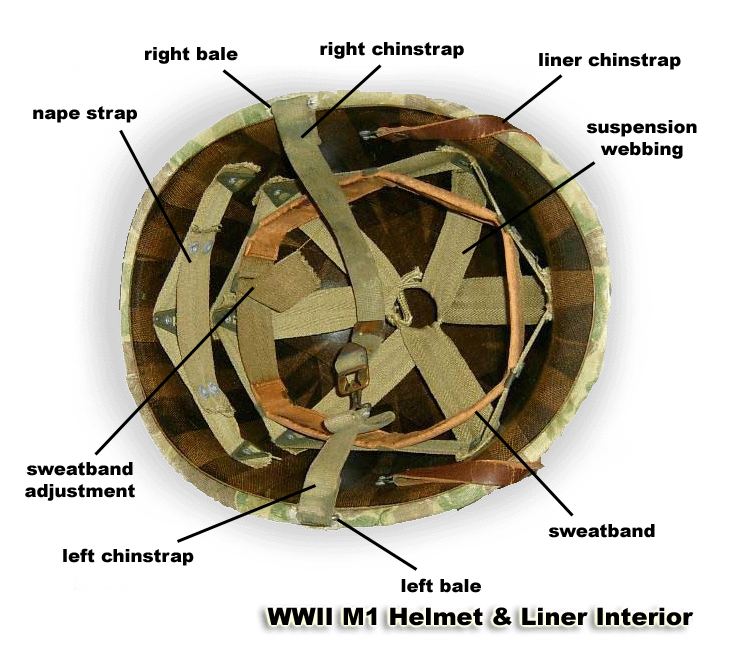
Wnętrze hełmu M1

Hełm M1 (ang. M1 helmet) – hełm używany przez United States Army od 1941 do 1985, kiedy to został zastąpiony przez hełm systemu PASGT. Hełm M1 zastąpił na wyposażeniu żołnierzy amerykańskich hełm M1917, używany przez Amerykanów od I wojny światowej. Do zakończenia II wojny światowej wyprodukowano ponad 22 miliony sztuk hełmu. Oprócz II wojny światowej M1 „uczestniczył” w wojnie koreańskiej i wietnamskiej.

## Charakterystyka
M1 to dwuczęściowy głęboki hełm ze stali Hadfielda (stal manganowa) o grubości około 1,2 milimetra. Obrzeża hełmu zabezpieczone są zawalcowaną blaszaną nakładką. Wyposażenie wewnętrzne stanowi drugi hełm o masie 350 gramów, wyprasowany z laminatu, w którym zamocowany jest fasunek – zespół pętli z tkanych taśm, wiązanych w szczycie sznurowadłem, z potnikiem skórzanym na podkładce z taśmy. Całość związana jest z czerepem za pomocą dziewięciu nitów. Podpinka z wąskiej taśmy parcianej, z klamerką regulującą jej długość, przymocowana jest do zaczepów przynitowanych bezpośrednio do czerepu. Stalowy „hełm zewnętrzny” o masie 1 kilograma posiada podpinkę z haczykiem, a zaczepy tej podpinki przyspawane są bezpośrednio do niego. Obydwa hełmy malowane są lakierem koloru oliwkowego (olive drab) – wewnętrzna strona „hełmu wewnętrznego” jest w naturalnym, brązowożółtym kolorze laminatu.

## Hełm M1 w Wojsku Polskim
Po zakończeniu II wojny światowej do Polski trafiła nieokreślona, niewielka liczba amerykańskich hełmów M1 z demobilu. Wykorzystywano je razem z plastikowymi linerami, ale dotychczasowa baza źródłowa nie pozwala zidentyfikować czy były stosowane osobno bez stalowego czerepu. W hełmy tego typu wyposażone były między innymi nieliczne jednostki Wojsk Ochrony Pogranicza na południowej granicy. W późniejszym okresie hełmy zostały wycofane z użytku.
Linerów od hełmów M1 używały także Polskie Kompanie Wartownicze na zachodzie.
Zdarzało się, że hełmy M1 wykorzystywane były przez żołnierzy (wbrew regulaminom) między innymi jako garnki do gotowania wody lub jako umywalki.